# 脂肪毒性

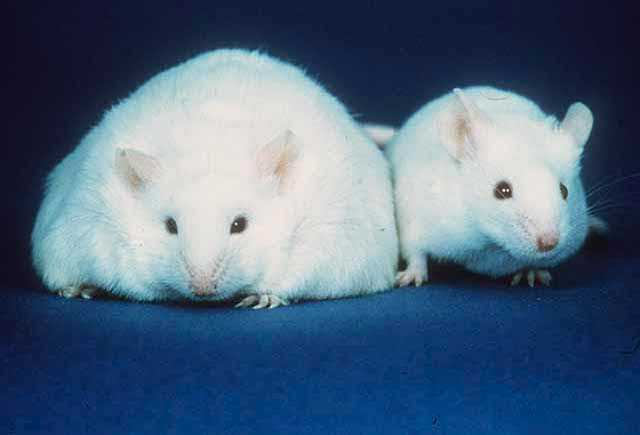
脂肪が蓄積したマウス; 左側のマウスは右側のマウスよりも脂肪蓄積が多い

脂肪毒性は、非脂肪組織における脂質中間体の蓄積によって生じる代謝異常症候群であり、細胞の機能不全や細胞死をもたらす。 腎臓、肝臓、心臓、骨格筋等の組織に影響を及ぼす。 脂肪毒性は心不全、肥満、糖尿病に関与しているとされ、アメリカでは成人人口の約25％にあたる人に影響を与えていると推定されている。 

## 原因
正常細胞において、脂質の生成バランスは一定に保たれており、これにより酸化や輸送なども制御されている。 脂肪毒性に晒された細胞では、生成される脂質の量と消費される脂質の量に不均衡が生じている。 脂肪酸は細胞内に取り込まれると貯蔵のためさまざまな種類の脂質へと変換される。 トリアシルグリセロール(トリグリセリド)はグリセロールと3分子の脂肪酸がエステル結合した物質で、最も中性で無害なタイプの細胞内脂質貯蔵物質と考えられている。 その他、脂肪酸はジアシルグリセロール、セラミド、脂肪酸アシルCoAなどの脂質中間体にも変換される。 これらの脂質中間体は細胞機能障害をもたらす可能性があり、これを脂肪毒性と呼ぶ。 
脂肪細胞は、体内の脂質貯蔵庫として機能する細胞であり、正常細胞においては余分な脂質を処理する機能を十分に備えていることが知られている。 しかし、脂肪細胞への脂質蓄積が過剰になりすぎると細胞への過度の負担になり、脂質が非脂肪細胞へと溢れてしまう。 非脂肪細胞が脂質の貯蔵限界を超えてしまうと、細胞機能障害や細胞死が生じることとなる。 脂肪毒性が細胞死や細胞機能障害を引き起こすメカニズムは現時点において十分に解明されていない。 アポトーシスの原因や機能障害の程度は、影響を受ける細胞の種類、および蓄積した脂質の種類と量に関係している。  ケンブリッジ大学の研究者らは、脂質毒性は細胞膜の脂質二重構造における恒常性の異常及びそれに関連するシグナル伝達経路に関連しているという説を報告している。 
現在のところ、個々の現象において脂肪毒性による障害機序において広く受け入れられている理論は存在しない。 遺伝的原因に関する研究は進行中だが、責任因子として特定された遺伝子はない。 脂肪毒性における肥満の要因については議論中である。 肥満は余剰脂質を蓄えることができる脂肪組織の存在により、脂肪毒性に対する保護効果があると考える研究者も存在する。 一方で肥満は脂肪毒性の危険因子であると主張する研究者もいる。 ただし両者共に高脂肪食は脂肪毒性リスクを高めると認識している。 脂肪毒性細胞が多い人は、レプチン抵抗性とインスリン抵抗性のリスクに晒されることとなる。 しかし、この相関関係のメカニズムはいまだ未解明である。 

## 各臓器への影響

### 腎臓
腎臓の脂肪毒性は、過剰な長鎖非エステル化脂肪酸が腎臓と近位尿細管細胞に蓄積する事により生じる。 これらの長鎖非エステル化脂肪酸は血清アルブミンを介し腎臓に運ばれると考えられている。 この状態は、軽症の場合は尿細管間質の炎症や線維症を引き起こし、重症の場合は腎不全、そして死に至る場合もある。 現在、効果が実証されている腎細胞の脂肪毒性に対する治療は、フィブラート系高脂血症薬と強化インスリン療法である。 

### 肝臓
肝細胞内の過剰な遊離脂肪酸蓄積は、非アルコール性脂肪性肝疾患 (NAFLD) における主要な原因の一つである。※NAFLDは2023年より、代謝異常関連脂肪性肝疾患(MASLD)へと名称変更されている。
肝臓内において脂肪毒性は脂肪酸の量ではなく種類によって異なる。 肝細胞では、不飽和脂肪酸と飽和脂肪酸の摂取比率がアポトーシスの誘導や肝臓障害へとつながる。 過剰な脂肪酸が細胞死や細胞障害を引き起こすメカニズムについてはいくつかの経路の関与が示唆されている。 それらは、デスレセプターの活性化、アポトーシスパスウェイの誘導、小胞体における細胞ストレス応答の開始などである。 肝細胞内の過剰なトリグリセリドの存在により脂肪毒性が出現することが示されている。 

### 心臓
心臓における組織の脂肪毒性は、過剰な飽和脂肪酸による。 その後に起こるアポトーシスは、小胞体内ストレス応答により
引き起こされると考えられている。
研究者たちは、脂肪毒性の影響を阻止するため心臓内でこれらの脂肪酸の酸化を亢進させる治療法に注力している。 

### 膵臓
膵ベータ細胞へ過剰な脂肪酸の蓄積が起きると、脂肪毒性が膵臓に影響を及ぼし、機能不全や細胞死をもたらす。 脂肪毒性の影響はレプチン療法とインスリン抵抗性改善薬で軽減される。  ※現在日本では脂肪萎縮症に対してレプチン補充療法が保険適応となっているのみ

### 骨格筋
骨格筋は食後に上昇する全身での血糖の 80 パーセント以上を占取り込むことで、ブドウ糖の恒常性維持に重要な役割を果たしている。 骨格筋脂肪レベル(筋肉内脂肪 IMCL)は、身体活動量の少ない生活を送る人のインスリン感受性と負の相関関係にある。そのためインスリン抵抗性の予測因子であり、肥満によるインスリン抵抗性の原因であると考えられてきた。 しかし、持久力の必要な運動選手においてはIMCLレベルが高いにもかかわらずインスリン感受性も高い。これはIMCLレベルそのものではなく、むしろこの筋細胞内脂肪の性質がインスリンシグナル伝達に悪影響を与えるかどうかを決定していることを示唆している。  筋肉内脂肪は主に脂肪を貯蔵するオルガネラである脂肪滴に貯蔵される。 最近の研究では、例えば脂肪滴を包むタンパク質を増やし筋細胞内の中性脂質貯蔵キャパシティを上昇させることによって、骨格筋における肥満関連のインスリン抵抗性を予防できることが示されている 。

## 予防と治療
脂肪毒性に対する予防および治療の方針は、主に 3 つのグループに分類される。
第一の戦略は、非脂肪組織の脂質含有量を減らすことにフォーカスを当てている。 これは、脂質の酸化を増加もしくは脂質の分泌と輸送を増加させることにより達成される。 現在の療法には、減量やレプチンを増やすような生活スタイルの改善などが含まれる。 
もう一つの戦略は、非脂肪組織の過剰脂質を脂肪組織へと移動させることを目的としている。 これは、脂質代謝を担う核内受容体タンパク質を活性化する薬剤チアゾリジンジオンの投薬によって行われる。 
最後の戦略は、アポトーシスのパスウェイ及びシグナル伝達カスケードを阻害することに焦点を当てている。 これは、アポトーシスのパスウェイが機能するために必須である特定の物質生成を阻害する薬剤の使用によりなされる。 これは細胞死に対する最も効果的な予防策となるかもしれない、しかし薬剤に厳密な特異性が必要なためより深い研究及び開発が必要である。 